# Округ Шумперк
Округ Шумперк (чеш. Okres Šumperk) је један од 5 округа Оломоуцког краја који је пре отцепања округа Јесењик био највећи округ Чешке Републике. Седиште округа је град Шумперк, а други значајнији градови на подручју овог округа су Мохелњице и Забрех. У оквиру округа има 78 насеља, од тога 8 градова. Површина округа је 1.313,06 км².

## Становништво
По попису из 2010. године округ Шумперк има 123.890 становника од којих се 68.709 изјаснило као Чеси, 18.214 као Моравци док се 30.723 по питању националности није изјаснило.

## Положај
Округ Шумперк је смештен на северу Моравске и граничи се са подручјима историјских земаља чешке круне Бохемијом, Шлезијом и Кладском (у данашњој Пољској).
Са других страна њега окружују:
- ка северу: Округ Јесењик
- ка северозападу: Пољска
- ка истоку: Моравско-Шлески крај
- ка југу: Округ Оломоуц
- ка западу: Пардубички крај

## Природни услови
Округ Шумперк је по природним условима прилично шарен: док су јужни делови округа на низији, на северу се налазе највише планине Моравске - Хруби Јесењик и Кралицки сњежњик.

## Градови
У округ Шумперк има 8 градова:
1. Ханушовице - чеш. Hanušovice
2. Лоштице - чеш. Loštice
3. Мохелњице - чеш. Mohelnice
4. Старе Мјесто - чеш. Staré Město
5. Штити - чеш. Štíty
6. Шумперк - чеш. Šumperk
7. Усов - чеш. Úsov
8. Забрех - чеш. Zábřeh